# Новоорский район
Новоо́рский район — административно-территориальная единица (район) и муниципальное образование (муниципальный район) в Оренбургской области России.
Административный центр — посёлок Новоорск (основан в 1835 году как военная крепость на пограничной линии).

## География
Район граничит: на западе — с Гайским, на севере — с Кваркенским, на северо-востоке — с Адамовским, на юге — с Ясненским и Домбаровским районами области, на юго-западе граничит с городом Орском. Площадь территории — 3,4 тыс. км².

## История
Район образован в 1935 году. 1 февраля 1963 года район был упразднён, 30 декабря 1966 восстановлен.
9 марта 2005 года в соответствии с законом Оренбургской области № 1905/313-III-ОЗ в составе района образовано 9 муниципальных образований (сельских поселений), установлены границы муниципальных образований.

## Население
| 2002    | 2003    | 2004    | 2009    | 2010    | 2012    | 2013    | 2014    | 2015    |
| ------- | ------- | ------- | ------- | ------- | ------- | ------- | ------- | ------- |
| 33 085  | ↘33 000 | ↘32 700 | ↘31 615 | ↘29 428 | ↘28 994 | ↘28 642 | ↘28 454 | ↘28 169 |
| 2016    | 2017    | 2018    | 2019    | 2020    | 2021    |         |         |         |
| ↘27 922 | ↘27 604 | ↘27 146 | ↘26 589 | ↘26 304 | ↘24 342 |         |         |         |

### Национальный состав
Русские — 20 318 чел. (69,7 %), казахи — 5 809 чел. (19,9 %), татары — 965 чел. (3,3 %), украинцы — 532 чел. (1,8 %), другие — 5,3 %.

## Территориальное устройство
Новоорский район как административно-территориальная единица области включает 7 сельсоветов и 2 поссовета. В рамках организации местного самоуправления, Новоорский муниципальный район включает соответственно 9 муниципальных образований со статусом сельских поселений (сельсоветов/поссоветов):
| № | Муниципальное образование | Административный центр                        | Количество населённых пунктов | Население (чел.) | Площадь (км²) |
| - | ------------------------- | --------------------------------------------- | ----------------------------- | ---------------- | ------------- |
| 1 | Будамшинский сельсовет    | село Будамша                                  | 3                             | ↘971             | 432,37        |
| 2 | Горьковский сельсовет     | село Горьковское                              | 4                             | ↘1045            | 674,21        |
| 3 | Добровольский сельсовет   | село Добровольское                            | 4                             | ↘738             | 565,85        |
| 4 | Караганский сельсовет     | село Караганка                                | 2                             | ↘682             | 484,14        |
| 5 | Кумакский сельсовет       | село Кумак                                    | 2                             | ↘1567            | 216,43        |
| 6 | Новоорский поссовет       | посёлок Новоорск                              | 3                             | ↘12 148          | 82,81         |
| 7 | Приреченский сельсовет    | село Центральная Усадьба совхоза «Новоорский» | 3                             | ↘1544            | 402,31        |
| 8 | Чапаевский сельсовет      | село Чапаевка                                 | 1                             | ↘621             | 29,14         |
| 9 | Энергетикский поссовет    | посёлок Энергетик                             | 1                             | ↘6540            | 32,18         |

### Населённые пункты
В Новоорском районе 23 населённых пункта.
| №  | Населённый пункт                         | Тип     | Население | Муниципальное образование |
| -- | ---------------------------------------- | ------- | --------- | ------------------------- |
| 1  | 216 км                                   | разъезд | 36        | Новоорский поссовет       |
| 2  | Большестепное                            | село    | 80        | Добровольский сельсовет   |
| 3  | Будамша                                  | село    | 886       | Будамшинский сельсовет    |
| 4  | Горьковское                              | село    | 687       | Горьковский сельсовет     |
| 5  | Гранитный                                | посёлок | 1061      | Новоорский поссовет       |
| 6  | Добровольское                            | село    | 788       | Добровольский сельсовет   |
| 7  | Закумачное                               | село    | 90        | Горьковский сельсовет     |
| 8  | Заморское                                | село    | 214       | Будамшинский сельсовет    |
| 9  | Караганка                                | село    | 649       | Караганский сельсовет     |
| 10 | Красноуральск                            | село    | 293       | Приреченский сельсовет    |
| 11 | Кумак                                    | село    | 1860      | Кумакский сельсовет       |
| 12 | Кумакская                                | станция | 0         | Кумакский сельсовет       |
| 13 | Лужки                                    | село    | 225       | Горьковский сельсовет     |
| 14 | Можаровка                                | село    | 305       | Горьковский сельсовет     |
| 15 | Новоорск                                 | посёлок | ↘11 071   | Новоорский поссовет       |
| 16 | Новосевастополь                          | село    | 128       | Добровольский сельсовет   |
| 17 | Плодовое                                 | село    | 83        | Приреченский сельсовет    |
| 18 | Скалистое                                | село    | 163       | Будамшинский сельсовет    |
| 19 | Тасбулак                                 | село    | 283       | Караганский сельсовет     |
| 20 | Центральная Усадьба совхоза «Новоорский» | село    | 1352      | Приреченский сельсовет    |
| 21 | Чапаевка                                 | село    | ↘621      | Чапаевский сельсовет      |
| 22 | Чиликта                                  | село    | 159       | Добровольский сельсовет   |
| 23 | Энергетик                                | посёлок | ↘6540     | Энергетикский поссовет    |

Упразднённые населённые пункты
23 января 1998 года были упразднён разъезд 11 км.
7 сентября 2007 года было упразднено село Ащелсай.

## Экономика
Предприятия района занимаются производством зерновых, картофеля, яиц, плодов, рыбы. 
Функционируют 12 сельскохозяйственных предприятий и личные подсобные хозяйства. Под пашни занято 130 013 га.
- крупнейшего Новоорское месторождение светложгущихся глин[29] (см. Добыча полезных ископаемых в России)

## Водные объекты
На территории района есть ряд озёр, среди которых рыболовные справочники выделяют Артыколь (принадлежит фермерскому хозяйству), на котором рекомедуется рыбачить, рыбалка платная.